# 가드너 맥케이

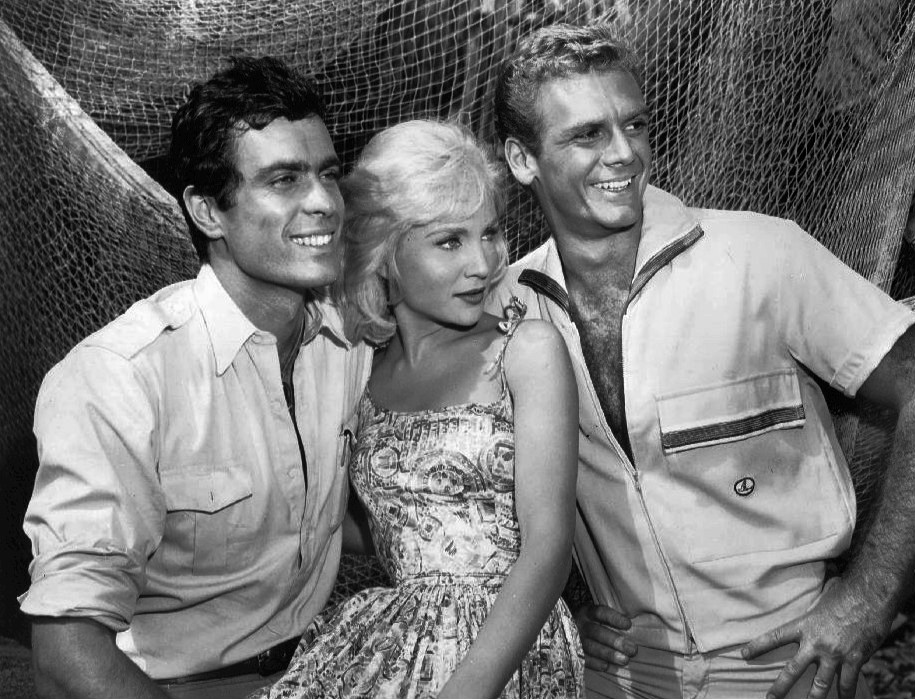
1961년 모습

가드너 맥케이(Gardner McKay, 1932년 6월 10일 ~ 2001년 11월 21일)는 미국의 사진가, 배우, 예술가, 텔레비전 배우, 작가이다.
뉴욕에서 태어났다.

## 영화
- 아가씨들 멋대로 (1964년) - 피트 맥코이 역
- 애정이 꽃피는 나무 (1957년)